# Qatr al-Nada
Asma bint Chumarawaih ibn Ahmad ibn Tulun, arabisch أسماء بنت خمارويه بن أحمد بن طولون, bekannt als Qatr al-Nada, arabisch قطر الندى, DMG Qaṭr al-Nadā, geb. in Ägypten, gest. am 8. Juli 900 in Bagdad, war eine Ehefrau des 16. Abbasiden-Kalifen Al-Mu'tadid bi-'llah und eine Prinzessin der ägyptischen Tuluniden-Dynastie.

## Leben
Qatr al-Nada ist die Enkelin von Ahmad ibn Tulun, dem Begründer der in Ägypten herrschenden Tuluniden-Dynastie, ihr Vater Chumarawaih war dessen Nachfolger. Um die jahrelangen Rivalitäten zwischen den Tuluniden und Abbasiden zu beenden, verhandelten beide Seiten ein Friedensabkommen, bei dem die Abbasiden im Gegenzug die Unabhängigkeit des Machtbereichs der Tuluniden in Ägypten und Syrien und die dynastische Vererbung ihrer Herrschaftstitel anerkannten. Im Gegenzug zahlten die Tuluniden jährlich Tribut und boten Qatr al-Nada als Braut an. Sie brachte eine Million Golddinar als Mitgift mit, was laut dem Historiker Thierry Bianquis ein „Hochzeitsgeschenk war, das als das prächtigste in der mittelalterlichen arabischen Geschichte galt“. Sie traf am 3. März 895 in Bagdad ein, ein Ereignis, das durch den Luxus und die Extravaganz ihres Gefolges gekennzeichnet war, das in krassem Gegensatz zum verarmten Kalifenhof stand.
Sie starb am 8. Juli 900 und wurde auf dem Gelände des Kalifenpalastes beigesetzt. Im Jahr 906 heiratete eine ihrer Halbschwestern, die sie wahrscheinlich nach Bagdad begleitet hatte, al-Mu'tadids Sohn und Nachfolger al-Muktafi.

## Rezeption
Der irakisch-abbasidische Historiker Ibn al-Sa'i (1197–1276) erwähnte sie in seinem Werk Die Frauen der Kalifen und bezeichnete sie als „eine der intelligentesten und königlichsten Frauen, die je gelebt haben“.